# 濃縮還元
濃縮還元（のうしゅくかんげん）とは、飲料などに使用される製法の一つである。対義語には「ストレート」製法がある。

## 概要
濃縮還元は一般にオレンジジュースなどの果汁を含む飲料に使用される。この場合一度搾り取った果汁の水分を何らかの方法で飛ばした後、再び水分を加えるものである。これは運搬の際に物資の総容積を減らし輸送コストを大幅に押し下げるために必要とされるもので、例えば海上輸送ではジュース専用のタンカーで、陸上ではやはり専用のタンクローリーやタンクコンテナで輸送される。
濃縮果汁を還元する場合には、食品加工工場で水を加えて攪拌するなどして元の果汁の濃度に戻したり、あるいは清涼飲料水の原料として、製造中の清涼飲料水に加えたりする。この場合の水は飲料水として安全であることが絶対条件となるが、多くの場合では工場の安全基準を満たした地下水や取水場から安全に処理され水道で引き込まれたものが利用されている。
また、ファーストフードチェーンやレストラン（ファミリーレストランなど）では、ある程度薄めた濃縮果汁（紙パックやレトルトパックなどに充填されている）を薄めるためのドリンクディスペンサーを用意して、客からの注文に応じてディスペンサーが一定濃度に薄め、飲み物として適する状態にして提供される。
なお1900年代末頃よりこの濃縮・還元過程を行なわない「ストレート果汁」を謳う果汁飲料も市場に登場している。濃縮還元ではどうしても香りが損なわれるために香料などを加えている製品も多いが、それに比較してストレート果汁では一般に自然な風味がある（より生の果実に近い）とされている。ただし栄養価に関しては、どちらも製造工程の中で衛生の観点から加熱殺菌が行なわれるため、熱に弱い栄養素に限って言えば（製品にも拠るが）大きな差がない可能性もある。

## 濃縮の方法
飲料の濃縮に用いられる方法には、煮沸濃縮、真空濃縮、凍結濃縮、膜濃縮、超音波霧化分離がある。
煮沸濃縮
高温で加熱し水分を蒸発させて濃縮する。殺菌処理を兼ねることができる反面、風味が落ちるなどの問題があり、近年ではあまり用いられない。
真空濃縮
フリーズドライと同じ原理で、低温下で減圧し真空状態で水分を蒸発させて濃縮する。
凍結濃縮
含まれる水分を凍結させ、氷の結晶を分離して取り出すことによって濃縮する。膜濃縮よりも消費エネルギーは大きくなるが、膜濃縮では不可能な高濃度の濃縮が可能である。
膜濃縮（膜分離）
特殊な膜（逆浸透膜など）を用いて濾過によって濃縮する。
超音波霧化分離
超音波を液体に照射することでも霧を発生させ、霧状になりやすい物質となりにくい物質に分離することで濃縮を行う。加熱しない場合でも濃縮運転が可能であり、熱に弱い食品の品質を損ないにくい。

## 濃縮の利点
濃縮後の果汁は高い濃度（浸透圧）を持つため、その後も高い抗菌効果を見込むことができる。そのほか、容積が小さくなることで入れる容器も小さくでき、空気に触れる面積が狭くなることで長期保存に際しても酸化による栄養素の破壊の軽減も期待される。
飲料をそのまま運ぶよりも水分を飛ばして容積を小さくした方が、同じコストでより大量に運搬することが可能になり、また保存性が良いため運搬コストも低減される。こと産地の限られる果物の場合では、果実のままや搾ったままの果汁では保存性が悪く、広い範囲にその産品を提供することができない。しかし濃縮果汁の輸送性があれば、一国の産品を世界各地に供給することも可能で、オレンジジュースではブラジルの重要な輸出農業資源となっている。